# Писаренко Олександр Юрійович
Олекса́ндр Ю́рійович Писаре́нко (* 1981) — майор Служби безпеки України, учасник російсько-української війни. Призер Ігор нескорених-2017. майстер спорту з академічного веслування

## З життєпису
Народився 1981 року. Першого поранення зазнав ще 2005 року в провінції Анбар на заході Іраку в ході миротворчої операції. Осколки снарядів влучили у спину; фрагмент (від міни чи від кулі) — в плече; зламало плече, роздробило лопатку.
У часі війни — засновник і командир добровольчого батальйону «Січ». З підрозділом утримував позиції в Пісках та Авдіївці. Після повернення із зони АТО вирішив, що вдома не всидить. Пішов інструктором до Нацполіції, щоб навчати молодь.
Капітан Національної збірної команди «Ігор Нескорених»-2017. Золота нагорода у веслуванні на тренажерах.

## Нагороди
- Орден «За заслуги» III ступеня[3]